# Marcello Jardim
Marcello Jardim (Santa María, 14 de julio de 1973) es un jugador de pádel brasileño que ocupa la 37.ª posición en el ranking World Padel Tour. Su pareja deportiva actual es Fernando Poggi.

## Carrera
Marcello comenzó a jugar al pádel en el año 1994, en un tiempo en el que estaba estudiando derecho y daba clases de tenis. Pronto, decidió marcharse a Buenos Aires para seguir practicando el pádel. En 1996 disputó el campeonato del mundo y en 2003 decide venir a España para disputar el Padel Pro Tour. Con Maxi Grabiel, se convirtieron en una pareja muy sólida. En 2016 jugó junto a Franco Stupaczuk, debido a que la pareja de este, el argentino Martín di Nenno sufrió un accidente de tráfico grave. En los últimos torneos de la temporada hizo dupla con Luciano Capra, con quien jugó el Masters Final. En este torneo no superaron la fase de grupos. En su partido contra Miguel Lamperti y Juani Mieres disputaron un punto que fue calificado como uno de los mejores de la historia.
En 2017, Juan Lebrón se convirtió en su nueva pareja.
Después de que Juan Lebrón se convirtiese en la nueva pareja de Juan Cruz Belluati, Jardim se unió a Agustín Tapia para la temporada 2018, aunque terminó el año jugando con Fernando Poggi.

## Padel Pro Tour (desde 2006)

### Finales
| N.º | Año                 | Torneo | Pareja      | Oponentes en la final                 | Resultado |
| --- | ------------------- | ------ | ----------- | ------------------------------------- | --------- |
| 1.  | 25 de junio de 2006 | Madrid | Seba Nerone | Juan Martín Díaz Fernando Belasteguín | 1-6 4-6   |